# David Rundblad
David Rundblad (* 8. října 1990, Lycksele) je švédský hokejový obránce momentálně hrající v týmu Kärpät Oulu v nejvyšší finské lize.

## Úspěchy

### Individuální úspěchy
- Elitserien All-Star Team – 2010/11
- Trofej Börje Salminga – 2010/11
- Nejlepší nahrávač Elitserien – 2010/11
- Nejproduktivnější obránce Elitserien – 2010/11
- AHL All-Star Classic – 2012/13

### Kolektivní úspěchy
- Vítěz Memoriálu Ivana Hlinky – 2008
- Stříbrná medaile z MSJ – 2009
- Bronzová medaile z MSJ – 2010
- Stříbrná medaile z Elitserien – 2010/11
- Stříbrná medaile z MS – 2011

## Klubové statistiky
| Sezona     | Klub               | Soutěž     | Základní část | Základní část | Základní část | Základní část | Základní část | Play off | Play off | Play off | Play off | Play off |
| Sezona     | Klub               | Soutěž     | Z             | G             | A             | B             | TM            | Z        | G        | A        | B        | TM       |
| ---------- | ------------------ | ---------- | ------------- | ------------- | ------------- | ------------- | ------------- | -------- | -------- | -------- | -------- | -------- |
| 2007/2008  | Skellefteå AIK     | SEL        | 6             | 0             | 0             | 0             | 2             | —        | —        | —        | —        | —        |
| 2008/2009  | Skellefteå AIK     | SEL        | 45            | 0             | 10            | 10            | 8             | 10       | 1        | 1        | 2        | 2        |
| 2009/2010  | Skellefteå AIK     | SEL        | 47            | 1             | 12            | 13            | 14            | 12       | 0        | 1        | 1        | 2        |
| 2010/2011  | Skellefteå AIK     | SEL        | 55            | 11            | 39            | 50            | 14            | 18       | 3        | 7        | 10       | 20       |
| 2011/2012  | Ottawa Senators    | NHL        | 24            | 1             | 3             | 4             | 6             | —        | —        | —        | —        | —        |
| 2011/2012  | Phoenix Coyotes    | NHL        | 6             | 0             | 3             | 3             | 0             | —        | —        | —        | —        | —        |
| 2011/2012  | Portland Pirates   | AHL        | 30            | 7             | 9             | 16            | 27            | —        | —        | —        | —        | —        |
| 2012/2013  | Portland Pirates   | AHL        | 50            | 9             | 30            | 39            | 26            | 3        | 1        | 0        | 1        | 0        |
| 2012/2013  | Phoenix Coyotes    | NHL        | 8             | 0             | 1             | 1             | 0             | —        | —        | —        | —        | —        |
| 2013/2014  | Phoenix Coyotes    | NHL        | 12            | 0             | 1             | 1             | 6             | —        | —        | —        | —        | —        |
| 2013/2014  | Portland Pirates   | AHL        | 6             | 0             | 4             | 4             | 0             | —        | —        | —        | —        | —        |
| 2013/2014  | Chicago Blackhawks | NHL        | 5             | 0             | 0             | 0             | —             | —        | —        | —        | —        | —        |
| 2014/2015  | Chicago Blackhawks | NHL        | 49            | 3             | 11            | 14            | 12            | 5        | 0        | 0        | 0        | 0        |
| 2015/2016  | Chicago Blackhawks | NHL        | 9             | 0             | 2             | 2             | 6             | 3        | 0        | 0        | 0        | 4        |
| 2015/2016  | Rockford IceHogs   | AHL        | 10            | 2             | 2             | 4             | 0             | —        | —        | —        | —        | —        |
| 2015/2016  | ZSC Lions          | NLA        | 11            | 2             | 13            | 15            | 2             | 4        | 0        | 1        | 1        | 0        |
| 2016/2017  | ZSC Lions          | NLA        | 49            | 6             | 21            | 27            | 26            | 6        | 2        | 3        | 5        | 2        |
| 2017/2018  | SKA Petrohrad      | KHL        | 39            | 2             | 9             | 11            | 6             | 2        | 0        | 0        | 0        | 0        |
| 2018/2019  | SKA Petrohrad      | KHL        | 36            | 5             | 9             | 14            | 8             | 18       | 4        | 2        | 6        | 6        |
| 2019/2020  | SKA Petrohrad      | KHL        | 25            | 2             | 6             | 8             | 10            | —        | —        | —        | —        | —        |
| 2019/2020  | HK Soči            | KHL        | 19            | 1             | 7             | 8             | 6             | —        | —        | —        | —        | —        |
| 2020/2021  | HK Soči            | KHL        | 52            | 3             | 13            | 16            | 26            | —        | —        | —        | —        | —        |
| 2021/2022  | HK Soči            | KHL        | 42            | 2             | 4             | 6             | 31            | —        | —        | —        | —        | —        |
| 2022/2023  | Kärpät Oulu        | Liiga      | 60            | 6             | 20            | 26            | 18            | 3        | 0        | 1        | 1        | 0        |
| 2023/2024  | MODO Hockey        | Liiga      |               |               |               |               |               |          |          |          |          |          |
| SEL celkem | SEL celkem         | SEL celkem | 152           | 12            | 61            | 73            | 38            | 40       | 4        | 9        | 13       | 24       |
| NHL celkem | NHL celkem         | NHL celkem | 113           | 4             | 21            | 25            | 30            | 8        | 0        | 0        | 0        | 4        |
| KHL celkem | KHL celkem         | KHL celkem | 213           | 15            | 48            | 63            | 87            | 20       | 4        | 2        | 6        | 6        |

### Reprezentační statistiky
| 2007                   | Švédsko 18'            | MIH                    | 6  | 1 | 1 | 2 | 0 |
| 2008                   | Švédsko 18'            | MS 18'                 | 6  | 0 | 1 | 1 | 2 |
| 2009                   | Švédsko 20'            | MSJ                    | 6  | 1 | 1 | 2 | 0 |
| 2010                   | Švédsko 20'            | MSJ                    | 6  | 1 | 4 | 5 | 2 |
| 2011                   | Švédsko                | MS                     | 4  | 0 | 1 | 1 | 2 |
| Juniorská reprezentace | Juniorská reprezentace | Juniorská reprezentace | 18 | 2 | 6 | 8 | 4 |
| Seniorská reprezentace | Seniorská reprezentace | Seniorská reprezentace | 4  | 0 | 1 | 1 | 2 |